# Piotr Sidorkiewicz
Piotr Sidorkiewicz (ur. 29 czerwca 1963 roku w Dąbrowie Białostockiej) – hokeista pochodzenia polskiego, reprezentant Kanady.
Rozegrał tam osiem sezonów i grał w trzech klubach: Hartford Whalers, New Jersey Devils oraz Ottawa Senators. Sidorkiewicz został wybrany w 1981 roku w piątej rundzie draftu z 91 miejsca przez zespół Washington Capitals. 
Przez kibiców anglojęzycznych został określony mianem Peter Alphabet z uwagi na trudność w wymówieniu jego nazwiska.
Po zakończeniu kariery sportowca został zatrudniony jako asystent trenera w drużynie Erie Otters grającej w Ontario Hockey League. W czerwcu 2006 roku został głównym trenerem tego zespołu. W sezonie 2006/2007 z tym zespołem zajął ostatnie miejsce w lidze Ontario Hockey League, w kolejnym sezonie po pierwszych 15 spotkaniach zrezygnował ze stanowiska i ponownie został asystentem trenera w tym zespole. W klubie z Erie pozostał do 2013 roku. W sierpniu 2014 roku został asystentem trenera w austriackim klubie Dornbirner EC.